# Ėsper Aleksandrovič Belosel'skij-Belozerskij
Ėsper Aleksandrovič Belosel'skij-Belozerskij, in russo Эспер Александрович Белосельский-Белозерский? (San Pietroburgo, 27 dicembre 1802 – Mosca, 15 giugno 1846), è stato un generale russo.

## Biografia
Era il figlio primogenito del principe Aleksandr Michajlovič Belosel'skij-Belozerskij (1752-1809), e della sua seconda moglie, la principessa Anna Grigor'evna Kozickaja (1773-1846).

## Carriera
Nel 1820 si diplomò all'accademia militare da dove entrò a far parte del Reggimento degli Ussari della guardia imperiale. Nel 1823, su richiesta della principessa Anna Grigor'evna, con un decreto speciale dell'imperatore Alessandro I, il principe Ėsper e la sua prole furono autorizzati a portare il doppio cognome Belosel'skij-Belozerskij.
Era un amico di Michail Jur'evič Lermontov. Venne coinvolto nel caso dei decabristi, ma venne assolto, poiché non era un membro delle società segrete, sebbene sapesse della loro esistenza. Partecipò alla Guerra russo-turca (1828-1829) e alle operazioni militari negli altipiani nel Caucaso settentrionale (1833-1843). Nel 1834 raggiunse il grado di colonnello. Nel 1835 venne nominato aiutante di campo e nel 1843 a maggiore generale. Dal 1844 fece parte del ministro dei Trasporti.

## Matrimonio

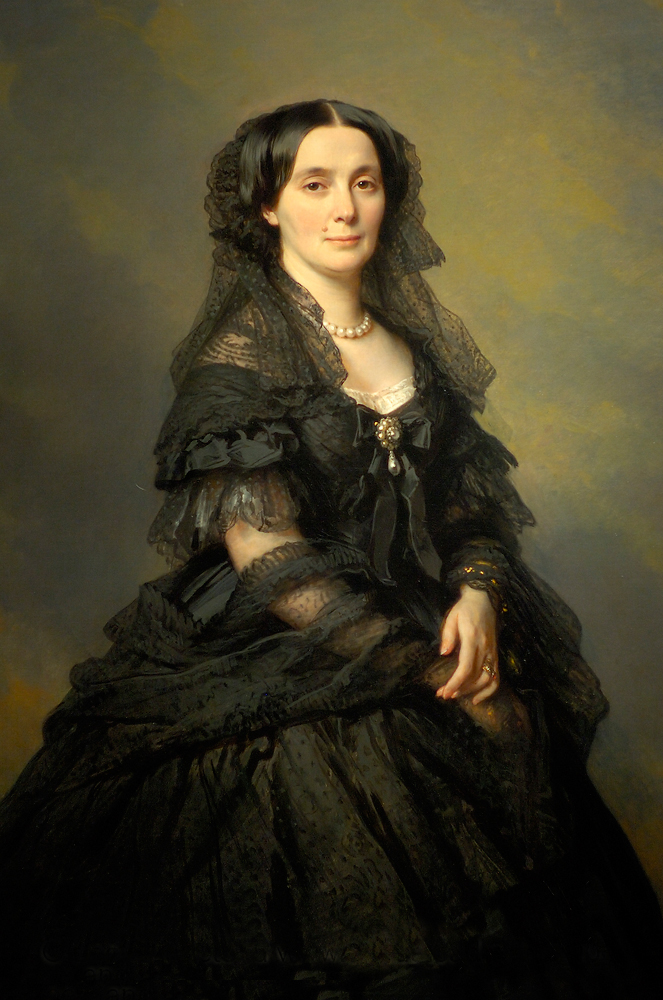
Ritratto di Elena Pavlovna Bibikova, di Franz Xaver Winterhalter, 1860.

Sposò, il 9 ottobre 1831, Elena Pavlovna Bibikova (1812-1888), figliastra del conte Alexander von Benckendorff. Fu un matrimonio infelice. Ebbero sei figli:
- Elizaveta Ėsperovna (08 novembre 1832-30 marzo 1907)[1], sposò il principe Pëtr Nikitič Trubeckoj, ebbero sei figli;
- Nikolaj Ėsperovič (5 gennaio 1834-8 giugno 1836);
- Ol'ga Ėsperovna (17 febbraio 1838-12 settembre 1869)[1], sposò il conte Pavel Andreevič Šuvalov, ebbero sei figli;
- Aleksandr Ėsperovič (17 luglio 1842-25 agosto 1843);
- Kostantin Ėsperovič (16 giugno 1843-20 maggio 1920);
- Pavel Ėsperovič (2 gennaio 1847-3 novembre 1849).

## Morte
Morì il 15 giugno 1846, a causa della febbre tifoide. Sua moglie, nel 1847, si risposò con il principe Vasilij Viktorovič Kočubej (1811-1850), figlio di un diplomatico Viktor Pavlovič Kočubej, dalla quale ebbe due figlie.